# 労農赤衛軍
労農赤衛軍（ろうのうせきえいぐん、朝鮮語: 로농적위군 / 勞農赤衛軍）は、1959年1月14日に創設された朝鮮民主主義人民共和国の民間防衛組織である。北朝鮮住民のうち、現役軍（朝鮮人民軍）に属していない17～60歳の男性や17～30歳の未婚女性で構成された北朝鮮の予備軍であって、一般に準軍事組織とみなされている。平時は郷土防衛や安全警備の任務を引き受け、戦時では予備兵力として動員される。

## 概要
労農赤衛軍は、1959年1月14日、従来の「農村自衛隊」を発展的に解体して創設された。労農赤衛隊は、職場単位別又は農村の里単位で組織され、該当単位の党責任書記が最高指揮権を持つ。大隊級以上が構成される場合、専任労農赤衛隊長が配置され、それは、動員時や有事の際、参謀長の役割を代理する。
労農赤衛軍の指揮機関としては、党中央委員会に民防衛部があり、各道、市、郡（区域）党委員会には民防衛部があり、訓練と動員を指揮する。2級以上の機関、企業所には専任の労農赤衛隊長が別途にいるが、農村の里赤衛隊長は里党委員会の副書記が兼任している。
中央党と各道、市、郡（区域）党民防衛部成員の養成は、平安南道平城市所在の民防衛大学で担当し、民防衛大学は、正規（4年）課程と短期（6ヶ月）課程を置き、民防衛関係者及び労農赤衛軍指揮官養成は正規課程において、そして民防衛関連幹部の再教育は短期課程で行っている。各機関、企業所、里赤衛隊長の養成は、本来、各道共産大学の「騎砲小隊」と呼ばれる特別軍事班で行われたが、民防衛大学が生まれた以後には、民防衛大学正規課程で行っている。
教導隊（現在の地方軍。予備役に該当）が組織される前（1972年）まで、労農赤衛隊は、18歳から60歳までの男性全員と家庭の主婦を除外した全ての女性を網羅する巨大な組織として戦闘力も大きなものだった。この時期、労農赤衛隊は、個人火器のみならず、82mm、120mm迫撃砲、高射機関銃、高射砲を始めとする地上及び対空火力まで備えていた。
しかし、1972年、教導隊（現地方軍）が組織され、除隊軍人は100％教導隊に編入され、一部の女性労農赤衛隊員と軍隊に行けなかった若い赤衛隊員まで教導隊に編入されたことによって、労農赤衛隊は、現在、その数が大きく減らされ、火力も個人火器と機関銃程度の共用火器のみ所持する程度で運営されている。労農赤衛隊の編制組織は、旅団、大隊、中隊、小隊で構成され、郡（区域）労農赤衛隊が旅団に、機関、企業所の適正人員単位又は3～4個里を合わせて大隊に、機関、企業所の適正人員単位又は1個里を中隊に、そして中隊隷下人員を30～40名単位で分割して小隊に区分している。
機関、企業所の労農赤衛軍人員が少数の場合（例を挙げれば、学校の教職員や小さな機関等）は、数個機関をまとめ、小隊、中隊に編成する。
2010年末から北朝鮮当局の報道などでは「労農赤衛隊」ではなく、「労農赤衛軍」と呼称されており、国防意識を広く高める目的で「軍」の名称に格上げされたと報道されている。
大量の餓死者を出した苦難の行軍以降は空洞化が進んでいたと見られていたが、2021年9月9日、建国73周年を祝う「民間・安全武力の閲兵式」で労農赤衛軍の制服を着た集団が社会安全軍とともに行進し、注目された。

## 動員
現在、18歳から60歳までの全ての成人男女（地方軍及び家庭主婦、大学生を除外）を網羅する労農赤衛隊は、労働党中央委員会民防衛部の計画と指示に従い、定期的に動員訓練を受けている。訓練綱領と命令は、党中央委員会民防衛部から下達し、各道、市、郡（区域）民防衛部では、労農赤衛隊訓練所（常設）単位で訓練を執行する。労農赤衛隊の訓練所は、郡（区域）別に設置し、計画に従い、大隊別に訓練を召集、実施する。労農赤衛隊の定期訓練は、年間15日で年1回実施する。
訓練執行は、各郡（区域）党委員会民防衛部が責任を負って実施する。各郡（区域）党委員会民防衛部は、年間訓練計画を各機関、企業所、里赤衛隊長に通報し、各級単位赤衛隊長は、年間訓練計画に従い、成員を訓練所に入所させる。これは、党的統制のために、誰も背くことができず、万一、これに背けば、党軍事政策に背いた罪に該当する処罰を受ける。労農赤衛隊訓練所入所通知を受けた労農赤衛隊員は、個人準備物を持参して訓練所に入所しなければならない。